# Seagnat
Il Seagnat Control System (talvolta riportato come SeaGnat o Sea Gnat) è un sistema di decoy utilizzato in molte unità navali dei paesi della NATO per l'autodifesa contro i missili antinave. Ogni unità consiste in sei lanciatori che possono essere caricati con differenti cartucce da utilizzare in funzione delle minacce in arrivo:
- Mk214 Chaff per le tecniche di seduzione
- Mk216 Chaff per le tecniche di distrazione
- Mk245 cartuccia contro i missili a guida infrarosso denominata "GIANT"
- Mk251 decoy attivo denominato Siren (impiegabile solo con le versioni "DLH")

Le cartucce di chaff sono lanciate per funzionare come ingannatori dei missili in arrivo e indurli a deviare dalla nave bersaglio o detonare prematuramente.
L'ingannatore Siren ha tre fasi di funzionamento: un motore a razzo proietta il dispositivo lontano dalla nave, un primo parafreno rallenta l'ingannatore che poi dispiega un paracadute che consente una lenta discesa in mare.  Il Siren è largo 125mm e lungo un metro. Dispone di una fonte autonoma di elettricità e il computer di bordo gli consente di trasmettere dei disturbi elettronici di tipo inganno o rumore (in inglese smart noise e barrage noise). Il raggio di azione è di 500m dalla nave.